# Cladostephus
Famille
Genre
Cladostephus est un genre d'algues brunes de l'ordre des Sphacelariales, de la famille monotypique des Cladostephaceae. 

## Étymologie
Le nom du genre Cladostephus est composé du préfixe "clad‑", « branche ; rameau », et du suffixe "‑steph", couronne.

## Liste des espèces
Selon AlgaeBase (24 décembre 2022) :
- Cladostephus antarcticus Kützing
- Cladostephus hariotii Sauvageau
- Cladostephus hirsutus (Linnaeus) Boudouresque & M.Perret-Boudouresque ex Heesch & al.
- Cladostephus kuetzingii Heesch, Rindi & W.A.Nelson
- Cladostephus spongiosus (Hudson) C. Agardh, 1817

Selon World Register of Marine Species (24 décembre 2022) :
- Cladostephus antarcticus Kützing, 1856
- Cladostephus hariotii Sauvageau, 1914
- Cladostephus spongiosus (Hudson) C.Agardh, 1817